# Zenón González
Zenón González (Uncía, Bolivia, 23 de junio de 1919) es un exfutbolista de Bolivia que jugaba en la posición de centrocampista.

## Carrera

### Club
| Periodo   | Club               |
| --------- | ------------------ |
| 1938-1942 | Club The Strongest |
| 1943-1954 | Ferroviario La Paz |
| 1955-1956 | CD 31 de Octubre   |

### Selección nacional
Jugó para Bolivia en 20 ocasiones de 1938 a 1948 y anotó cuatro goles; participó en tres ediciones de la Copa América y en dos ediciones de los Juegos Bolivarianos.

## Logros
- Campeonato de Fútbol de La Paz (2): 1938, 1944